# アンジェロ・バリーレ
アンジェロ・バリーレ（Angelo Barrile、1976年8月22日 - ）は、スイスの政治家。スイス社会民主党所属。2015年の国民議会選挙で、国民議会議員に初当選した。

## 経歴
スイス連邦チューリッヒ州ヴィンタートゥールに生まれる。2002年にはチューリッヒ大学医学部卒業。医師。2010年から2015年まではチューリッヒ州議会議員。